# Ingrandes-le-Fresne-sur-Loire
Pour les articles homonymes, voir Ingrandes et Fresnes.
Ingrandes-le-Fresne-sur-Loire est une commune française située dans le département de Maine-et-Loire, en région Pays de la Loire.
Ingrandes-Le Fresne sur Loire (avec un seul trait d'union) est créée le 1er janvier 2016 par fusion des communes d'Ingrandes (Maine-et-Loire) et du Fresne-sur-Loire (Loire-Atlantique).
Au 1er janvier 2024, elle fusionne avec la commune de Saint-Sigismond pour former Ingrandes-le-Fresne-sur-Loire.

## Géographie

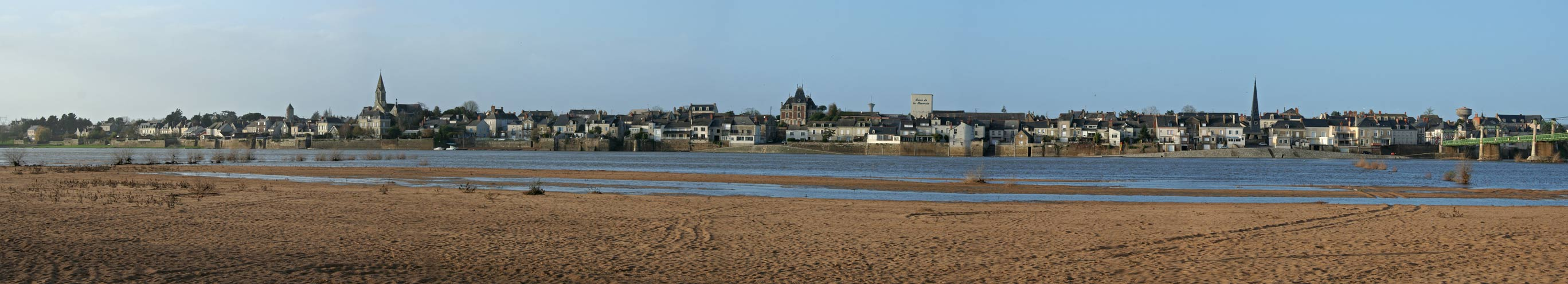
Ingrandes (à droite) et Le Fresne-sur-Loire (à gauche), vue de l'autre côté de la Loire.

Ingrandes se trouve sur la rive droite (nord) de la Loire. Elle était avant la création de la commune nouvelle d'Ingrandes-le-Fresne-sur-Loire dont elle constitue la partie est, à la limite occidentale du département de Maine-et-Loire, adjacente à la commune du Fresne-sur-Loire, située en Loire-Atlantique et avec laquelle elle a fusionné. La commune longe à la fois la Loire dans sa partie centrale et occidentale, et la boire de Champtocé, ancien bras de la Loire, sur sa partie orientale.

### Évolution du territoire
Le 1er janvier 2016, la commune nouvelle d'Ingrandes-Le Fresne sur Loire est créée sous le régime de la commune nouvelle en lieu et place des communes d'Ingrandes (49160) et du Fresne-sur-Loire (49382). Cette opération a nécessité un décret en Conseil d'État (23 décembre 2015) modifiant les limites départementales afin que la commune du Fresne-sur-Loire passe dans le ressort du département de Maine-et-Loire. La fusion a été ensuite officialisée par un arrêté préfectoral du 31 décembre 2015.
Le 1er janvier 2024, la commune d'Ingrandes-le-Fresne-sur-Loire est créée sous le même régime par fusion des communes d'Ingrandes-Le Fresne sur Loire et Saint-Sigismond par arrêté préfectoral du 16 novembre 2023. Saint-Sigismond devient commune déléguée et le Fresne-sur-Loire est maintenu dans ce même statut. Le chef-lieu est fixé à la mairie de l'ancienne commune d'Ingrandes-Le Fresne sur Loire.

### Climat
Pour des articles plus généraux, voir Climat des Pays de la Loire et Climat de Maine-et-Loire.
En 2010, le climat de la commune est de type climat océanique altéré, selon une étude du CNRS s'appuyant sur une série de données couvrant la période 1971-2000. En 2020, Météo-France publie une typologie des climats de la France métropolitaine dans laquelle la commune est exposée à un climat océanique et est dans la région climatique Bretagne orientale et méridionale, Pays nantais, Vendée, caractérisée par une faible pluviométrie en été et une bonne insolation.
Pour la période 1971-2000, la température annuelle moyenne est de 12,1 °C, avec une amplitude thermique annuelle de 13,8 °C. Le cumul annuel moyen de précipitations est de 713 mm, avec 11,8 jours de précipitations en janvier et 5,7 jours en juillet. Pour la période 1991-2020, la température moyenne annuelle observée sur la station météorologique de Météo-France la plus proche, sur la commune d'Angrie à 19 km à vol d'oiseau, est de 12,3 °C et le cumul annuel moyen de précipitations est de 710,5 mm,. Pour l'avenir, les paramètres climatiques de la commune estimés pour 2050 selon différents scénarios d'émission de gaz à effet de serre sont consultables sur un site dédié publié par Météo-France en novembre 2022.

## Urbanisme

### Typologie
Au 1er janvier 2024, Ingrandes-le-Fresne-sur-Loire est catégorisée bourg rural, selon la nouvelle grille communale de densité à sept niveaux définie par l'Insee en 2022.
Elle appartient à l'unité urbaine d'Ingrandes-le-Fresne-sur-Loire, une unité urbaine monocommunale constituant une ville isolée,. Par ailleurs la commune fait partie de l'aire d'attraction d'Angers, dont elle est une commune de la couronne,. Cette aire, qui regroupe 81 communes, est catégorisée dans les aires de 200 000 à moins de 700 000 habitants,.

## Toponymie
Le nom d’Ingrandes remonterait peut-être au gaulois *equoranda qui signifie « frontière, limite territoriale ».
Des auteurs du Moyen Âge avaient rapproché ce terme du latin et auraient construit le terme « Ingressus Andium », qui signifiait « Entrée sur le territoire des Andécaves, tribu gauloises occupant les territoires situés à l’ouest d’Ingrandes jusqu’à Angers, tandis que la tribu des Namnètes occupait la partie à l’est d’Ingrandes. C’est en tout cas cette étymologie que l’on retrouve dans tous les écrits savants entre les VIIIe et XVe siècles, avant que certains intellectuels ne la remettent en cause à partir des XVIe et XVIIe siècles.[réf. souhaitée]
Avant la Révolution, « Ingrandes » s'écrivait « Ingrande » (sans -s).
Parmi les formes anciennes du nom attestées se trouve : Ingrandia en 1052, Ingranda en 1095, Ingirandum castrum ou Ingrannus en 1107, Inguirandia en 1110, Ingrande encore en 1793 et 1801, pour devenir ensuite Ingrandes, ; nom encore en vigueur aujourd'hui, bien que la municipalité utilise celui d'« Ingrandes-sur-Loire ».
Pour ce qui est de l'ancienne commune du Fresne, son nom provient de la rue du Fresne, nommée ainsi en raison d'un arbre remarquable, et qui prolongeait vers l'ouest la ville d'Ingrandes en territoire breton.
Au 1er janvier 2024, le nom de la commune devient Ingrandes-le-Fresne-sur-Loire. En effet, à l'occasion de la fusion avec Saint-Sigismond et conformément aux règles typographiques des noms composés de communes, les tirets manquants jusqu'alors à Ingrandes-Le Fresne sur Loire ont été ajoutés et l'article « Le » démis de sa majuscule.

## Histoire
Au 1er janvier 2024, la commune de Saint-Sigismond rejoint la commune nouvelle.

## Politique et administration

### Liste des maires
| Période        | Période                      | Identité       | Étiquette | Qualité                                                             |
| -------------- | ---------------------------- | -------------- | --------- | ------------------------------------------------------------------- |
| 4 janvier 2016 | 28 juin 2020                 | Thierry Millon | DVD       | Retraité Ancien maire d'Ingrandes                                   |
| juillet 2020   | En cours (au 8 janvier 2024) | Alain Tusseau  | DVD       | Artisan retraité Réélu maire de la commune nouvelle en janvier 2024 |

### Intercommunalité
Jusqu'au 31 décembre 2016, la commune nouvelle est à la fois membre de la communauté de communes Loire-Layon pour Ingrandes et de la communauté de communes du Pays d'Ancenis (COMPA) pour Le Fresne-sur-Loire. Comme convenu dans sa charte fondatrice, l'ensemble de la commune nouvelle intègre la COMPA au 1er janvier 2017.
Au 1er janvier 2024, la commune déléguée de Saint-Sigismond, précédemment membre de la communauté de communes des Vallées du Haut-Anjou, rejoint également la communauté de communes du Pays d'Ancenis.

### Anciennes communes
| Nom                 | Code Insee | Intercommunalité             | Superficie (km2) | Population (dernière pop. légale) | Densité (hab./km2) |
| ------------------- | ---------- | ---------------------------- | ---------------- | --------------------------------- | ------------------ |
| Ingrandes (siège)   | 49160      | CC Loire Layon               | 6,65             |                                   |                    |
| Le Fresne-sur-Loire | 44060      | CC du Pays d'Ancenis         | 6,29             | 991 (2021)                        | 158                |
| Saint-Sigismond     | 49321      | CC des Vallées du Haut-Anjou | 12,72            | 390 (2021)                        | 31                 |

Le Fresne-sur-Loire et Saint-Sigismond sont les seules communes déléguées, l'ancienne commune d'Ingrandes ne jouit pas de ce statut
,,.

## Population et société

### Démographie
L'évolution du nombre d'habitants est connue à travers les recensements de la population effectués dans la commune depuis sa création.

En 2022, la commune comptait 3 069 habitants, en évolution de +17,99 % par rapport à 2016 (Maine-et-Loire : +2,12 %, France hors Mayotte : +2,11 %).
| 2014  | 2019  | 2022  |
| ----- | ----- | ----- |
| 2 614 | 2 665 | 3 069 |

## Culture locale et patrimoine

### Lieux et monuments
- L'église Notre-Dame d'Ingrandes-sur-Loire, 1956[31] : 
  - Œuvre de Frédéric Lesénéchal, architecte urbaniste chargé de la reconstruction,
  - Vitraux réalisés par le maître verrier Gabriel Loire,
  - Labellisée patrimoine du XXe siècle  ;
- L'église Notre-Dame du Fresne, 1844, 
  - Œuvre de M. Deleitre, architecte à Angers,
  - Ex-voto marinier, œuvre de Jacques Albert, daté de 1830 (antérieur à la construction de l'église)
  - Fresque monument aux morts, exécutée en 1922, par le peintre fresquiste croisicais Jean-Eugène Chapleau
- L'église de Saint-Sigismond, dont plusieurs objets sont classés monuments historiques :
  - statue du XVIIIe siècle
  - chandeliers d'acolyte du XVIIIe siècle
  - bénitier du XVIIIe siècle
  - dalle funéraire du second quart du XVIIe siècle
  - mobilier divers dont calice, ostensoir, croix d'autel, ciboire du XVIIIe siècle
- La boire de Champtocé
- Chapelles du Rai Profond, XVIIIe et XIXe siècles,
- Le pont suspendu d'Ingrandes-sur-Loire.
- Le grenier à sel, XVIIIe siècle,
- Château de la Combaudière,
- Château du Bois-Baudet,
- Château de la Fresnaye, 1878.
- Château du Ménardeau,
- Château de la Verrerie,
- Manoir du Cassoir, seconde moitié du XVIIe siècle,
- Rue de la Pierre-de-Bretagne : 
  - Une énorme pierre marquait à cet endroit la frontière de la Bretagne et de l'Anjou, telle que fixée par le traité d'Angers en septembre 851 après la bataille de Jengland.
  - La pierre est vendue en 1792, n'ayant plus d'utilité à cette époque d'union des citoyens.

### Personnalités liées à la commune
- François Lay (1758 – 1831) : chanteur d’Opéra admiré par Marie Antoinette, la Révolution et l’Empire. Il se retire à Ingrandes 5 ans avant sa mort pour y décéder en 1831, rue du Grenier à Sel.
- Jean-Michel Langevin (1731-1793) : bienheureux, prêtre catholique et martyr, est né à Ingrandes.
- René de Mallemann (1885-1969) : sportif et physicien français, est décédé à Ingrandes.
- Rodolphe Bresdin (1822 - 1885) : dessinateur graveur, né dans la Rue du Fresne.
- Gabrielle Bossis (1874-1950), actrice, écrivaine et mystique catholique, disciple de Thérèse de Lisieux.
- Noëlla Rouget, née Peaudeau (1919-2020), résistante et déportée a vécu à Saint-Sigismond de mars 1946 à août 1947, chez son frère Georges, alors curé de la paroisse.